# The Wrong Side of Heaven and the Righteous Side of Hell, Volume 2
The Wrong Side of Heaven and the Righteous Side of Hell, Volume 2 es el quinto álbum de estudio de la banda Americana de heavy metal Five Finger Death Punch y el segundo de dos álbumes para ser lanzado por la banda en 2013, con el volumen 1 que tiene sido puesto a la venta el 30 de julio. Será lanzado el 19 de noviembre de 2013. El álbum se subió en iTunes el 10 de agosto de 2013.

## Antecedentes
El 15 de febrero de 2013, Five Finger Death Punch anunció que estaban trabajando en su cuarto álbum. El 18 de marzo, la banda publicó un video promocional para una próxima gira con una nueva canción titulada "Here to Die".
El 1 de mayo de 2013, la banda anunció que lanzará dos álbumes de estudio en el año, The Wrong Side of Heaven and the Righteous Side of Hell, Volume 1 se lanzó el 30 de julio, y el Volumen 2 sería lanzado el 19 de noviembre.

## Lista de canciones

### Disco 1 (Edición estándar)
| Edición estándar |                           |          |  |
| N.º              | Título                    | Duración |  |
| 1.               | «Here To Die»             | 2:59     |  |
| 2.               | «Weight Beneath My Sin»   | 3:39     |  |
| 3.               | «Wrecking Ball»           | 3:13     |  |
| 4.               | «Battle Born»             | 3:43     |  |
| 5.               | «Cradle To The Grave»     | 3:18     |  |
| 6.               | «Matter Of Time»          | 3:16     |  |
| 7.               | «The Agony of Regret»     | 1:41     |  |
| 8.               | «Cold»                    | 3:47     |  |
| 9.               | «Let This Go»             | 3:16     |  |
| 10.              | «My Heart Lied»           | 3:37     |  |
| 11.              | «A Day In My Life»        | 3:46     |  |
| 12.              | «House of the Rising Sun» | 4:07     |  |

### Disco 2 (Deluxe Edition (el disco 2 es un álbum en vivo)
| Deluxe Edition (el disco 2 es un álbum en vivo])* |                           |          |  |
| N.º                                               | Título                    | Duración |  |
| 1.                                                | «Intro»                   | 1:00     |  |
| 2.                                                | «Under and Over It»       | 4:09     |  |
| 3.                                                | «Burn It Down»            | 4:07     |  |
| 4.                                                | «American Capitalist»     | 3:33     |  |
| 5.                                                | «Hard to See»             | 3:45     |  |
| 6.                                                | «Coming Down»             | 5:07     |  |
| 7.                                                | «Bad Company»             | 4:57     |  |
| 8.                                                | «White Knuckles»          | 10:00    |  |
| 9.                                                | «Drum Solo»               | 4:16     |  |
| 10.                                               | «Far from Home»           | 2:29     |  |
| 11.                                               | «Never Enough»            | 3:42     |  |
| 12.                                               | «War Is the Answer»       | 5:44     |  |
| 13.                                               | «Remember Everything»     | 5:14     |  |
| 14.                                               | «No One Gets Left Behind» | 3:49     |  |
| 15.                                               | «The Bleeding»            | 7:16     |  |

* A diferencia de volumen 1, contiene vídeos de las actuaciones, en lugar de las canciones en sí

## Formación de la banda
- Ivan Moody - Vocalista
- Zoltan Bathory - Guitarra rítmica
- Jason Hook - Guitarra principal
- Chris Kael - Bajo
- Jeremy Spencer - Batería